# Pangea Software
Pangea Software är en amerikansk datorspelsutvecklare grundad 1987. När företagsnamnet redan var registrerat upptäckte grundaren Brian Greenstone att namnet var felstavat; det skulle vara Pangaea istället för Pangea. Företaget har utvecklat ett flertal spel till både Apple II och Macintosh och har på senare tid börjat fokusera på sPpel till Iphone. Endast Xenocide har även portats till MS-DOS.

## Utvecklade spel
- (1987) - Xenocide
- (1993) - Firefall Arcade
- (1995) - Power Pete / Mighty Mike
- (1996) - Gerbils
- (1996) - Weekend Warrior
- (1998) - Nanosaur
- (1999) - Bugdom
- (2000) - Cro-Mag Rally
- (2001) - Otto Matic
- (2002) - Bugdom 2
- (2003) - Enigmo
- (2003) - Billy Frontier
- (2003) - The Pangea Super Pack
- (2004) - Nanosaur II: Hatchling